# Анджієвський Георгій Йосипович
Георгій Йосипович Анджієвський (нар. 9 травня 1927, Ямпіль) — український радянський художник прикладного мистецтва.

## Біографія
Народився 9 травня 1927 року в селищі Ямполі Української РСР. 1950 року закінчив Вижницьке училище декоративно-прикладного мистецтва; у 1963 році — Московський технологічний інститут місцевої промисловості. Працював у Богуславі на фабриці «Перемога».

## Творчість
Виконував малюнки для богуславських тканин, скатертин, гобеленів, покривал тощо. Брав участь у всесоюзних і республіканських мистецьких виставках. Вироби, виконані за його ескізами, експонувалися на Всесвітній виставці у Брюсселі у 1958 році. 
Його роботи представлені в Чернівецькому краєзнавчому музеї, Російському етнографічному музеї у Санкт-Петербурзі.